# 埃菲亚
埃菲亚（法語：Effiat，法語發音：[ɛfja]）是法国多姆山省的一个市镇，属于里永区。

## 地理
埃菲亚（46°2'24"N, 3°15'20"E）面积19.96 平方千米，位于法国奥弗涅-罗讷-阿尔卑斯大区多姆山省，该省份为法国中南部省份，北起阿列省接壤，东临卢瓦尔省，南至上盧瓦爾省和康塔爾省，西接科雷兹省和克勒兹省。
与埃菲亚接壤的市镇（或旧市镇、城区）包括：比奥扎、布吕雅斯、沙尔姆、巴和勒扎、比西埃和普兰、蒙庞西耶、圣克莱芒德雷尼亚、圣热内斯迪雷茨。

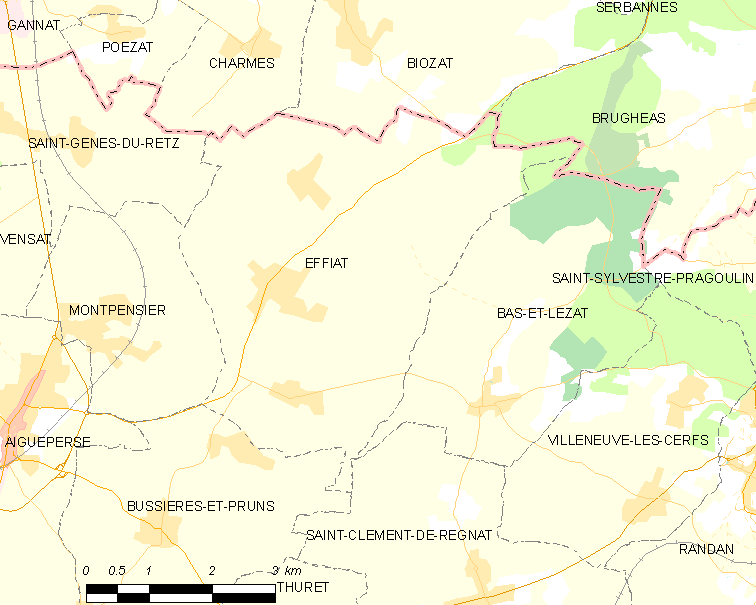
埃菲亚的OSM定位图

埃菲亚的时区为UTC+01:00、UTC+02:00（夏令时）。

## 行政
埃菲亚的邮政编码为63260，INSEE市镇编码为63143。

## 政治
埃菲亚所属的省级选区为艾格佩斯县。

## 人口

1962-2008年间埃菲亚人口变化图示

埃菲亚于2022年1月1日时的人口数量为1127人。